# Alessandro I di Georgia

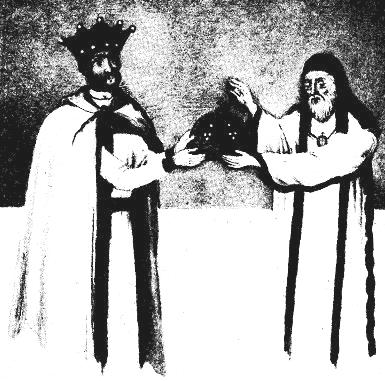
Alessandro I, restauratore di Mtskheta

Alessandro I Bagration (in georgiano ალექსანდრე I?, Aleksandre I; 1386 – 1446), anche detto Alessandro il Grande (in georgiano ალექსანდრე დიდი?, Aleksandre Didi), fu re della Georgia dal 1412 al 1442. Tentò di ricostruire il paese, devastato dalle invasioni timuridi e turcomanne. Nel 1442 abdicò e prese i voti monastici.

## Biografia
Alessandro era il figlio maggiore del re Costantino I e di sua moglie Natia, figlia del diplomatico georgiano Ktusna Amirejibi. Fu cresciuto dalla nonna materna Rusa (morta nel 1413), una nobildonna istruita e religiosa, che influenzò grandemente le preoccupazioni e l'entusiasmo del futuro re per l'architettura sacra.
Quando ascese al trono, nel 1412, Alessandro I si diresse in Georgia occidentale e mediò una pace tra i suoi vassalli, i principi rivali di Mingrelia ed Abcasia. In seguito, nel 1414, il re incontrò il ribelle principe Ivane Jaqeli di Meschezia sul campo di battaglia e lo obbligò a sottomettersi. Una volta affrontati questi potenti signori feudali, Alessandro I, aiutato dal Catholicos Patriarca Shio II, iniziò un programma di ricostruzione delle principali fortezze e chiese georgiane. Tra il 1425 ed il 1440 egli impose ai sudditi una temporanea tassa finalizzata alla ricostruzione ma, nonostante tale sforzo, molte città e villaggi, un tempo floridi, furono lasciati in rovina e ricoperti dalla foresta.
Nel 1431 Alessandro I riconquistò Lori, un territorio georgiano di confine occupato dalla tribù turcomanna dei Kara Koyunlu, i quali avevano frequentemente invaso le terre georgiane partendo da lì, arrivando anche a saccheggiare Akhaltsikhe nel 1416. Attorno al 1434/1435 il re incoraggiò il principe armeno Beshken II Orbelian ad attaccare i Kara Koyunlu a Syunik e, per questa vittoria, lo ricompensò garantendogli Lori in vassallaggio. Nel 1440 Alessandro I rifiutò di pagare un tributo a Jahan Shah. In marzo quest'ultimo invase la Georgia con ventimila soldati, distrusse la città di Samshvilde e saccheggiò Tbilisi. I turcomanni massacrarono migliaia di cristiani, imposero una pesante indennità di guerra alla Georgia e tornarono a Tabriz.
In ambito interno, Alessandro provò a ridurre il potere della frequentemente ribelle aristocrazia. A tal fine egli nominò i suoi figli - Vakhtang, Demetrio e Giorgio - come co-regnanti rispettivamente in Cachezia, Imerezia e Cartalia. Ciò, tuttavia, si dimostrò pericoloso per l'integrità del Regno e la fragile unità mantenuta da Alessandro fu destinata a dissolversi dopo la sua morte. Per questa ragione il re è stato accusato di aver disintegrato la Georgia, mettendo in discussione anche la qualificazione di "Grande" a lui attribuita. Quest'ultima, come presume lo storico Ivane Javakhishvili, potrebbe essere collegata ai progetti di ricostruzione su larga scala, nonché agli iniziali successi militari nella lotta contro i nomadi turcomanni.
Nel 1442 Alessandro I abdicò in favore del figlio Vakhtang IV e prese i voti monastici sotto il nome di Atanasio. Morì nel 1446 e fu sepolto a Mtskheta, nella cattedrale di Svetitskhoveli, da lui fatta restaurare.

## Famiglia
Alessandro I ebbe due mogli. Nel 1411 sposò Dulandukht, figlia di Beshken II Orbelian. Da questo matrimonio nacquero i futuri re di Georgia Vakhtang IV e Demetrio III, nonché la principessa Bagrationi, che nel 1425 sposò l'imperatore di Trebisonda Giovanni IV. Successivamente, nel 1414, Alessandro I sposò Tamara Bagration, figlia di Alessandro I d'Imerezia. Da questa unione nacquero Giorgio VIII, destinato a divenire l'ultimo re di tutta la Georgia ed il primo del Regno di Cachezia; Davide, futuro Catholicos Patriarca; e Zaal.